# The Education of a Christian Woman
The Education of a Christian Woman, latin De Institutione Feminae Christianae, även Instruction of a Christian Woman var en bok av Juan Luis Vives, utgiven i England 1523. Den var ett exempel på renässansens stöd för utbildning av kvinnor. Verket blev populärt i både det katolska och protestantiska Europa. 
Boken utgavs 1523 på latin och 1529 på engelska. Den skrevs av Juan Luis Vives med dedikation till Katarina av Aragonien, och behandlade frågan om utbildning av kvinnor med anledning av skolningen av Maria I av England. 
Boken delade in frågan om bildning av kvinnor i tre delar: ogifta kvinnor, gifta kvinnor och änkor. Verket stödde utbildning av kvinnor oavsett klass och förmåga, med argumentet att utbildning av kvinnor gynnade ett äktenskap byggt på sällskap och inte bara reproduktion, och hade en positiv effekt på både samhället och staten. 